# Anisodes caligata
Anisodes caligata är en fjärilsart som beskrevs av Walker 1862. Anisodes caligata ingår i släktet Anisodes och familjen mätare. Inga underarter finns listade i Catalogue of Life.